# Podlesí (Sněžné)
Podlesí, bis 1948  Valdorf (deutsch Walldorf) ist ein Ortsteil von Sněžné in Tschechien. Er liegt zwei Kilometer nördlich von Sněžné und gehört zum Okres Žďár nad Sázavou.

## Geographie
Die Streusiedlung Podlesí erstreckt sich im Südosten der Saarer Berge am Westhang des Vysoký kopec (Hoher Berg, 806 m) rechtsseitig über dem Tal des Baches Blatinský potok bis zum Tal der Svratka. Der mährische Ort befindet sich unmittelbar südlich der durch den Lauf der Svratka gebildeten historischen Landesgrenze zu Böhmen. Nördlich erhebt sich der Čtyří Palice (732 m), im Südosten der Buchtův kopec (Löwenberg, 813 m), im Süden Na Vrších (726 m) sowie westlich die Devět skal (836 m).
Nachbarorte sind Březiny und Světy im Nordosten, Krásné und Mrhov im Osten, Zálesí, Sanatorium Buchtův kopec und Daňkovice im Südosten, Sněžné und Krátká im Süden, Blatiny im Südwesten, Milovy im Westen sowie Moravské Křižánky und České Milovy im Nordwesten.

## Geschichte
Der Ort entstand während der letzten Kolonisationsphase in dem Gebiet. Bei der 1750 erfolgten Aufnahme der Herrschaft Ingrowitz war er noch nicht erfasst. Gegründet wurde das Dorf wahrscheinlich vor 1778, als Marie Antonie von Waldorf Besitzerin von Ingrowitz war und ist nach ihr benannt. Andere Deutungen gegen davon aus, dass die im Krasnaer Forst angelegte Siedlung Walddorf benannt worden sein soll. Der Ort ist wahrscheinlich von Holzfällern angelegt worden, die hier Holz für die Eisen- und Glashütten schlugen und den Wald Paseken urbar machten.
Die erste schriftliche Erwähnung erfolgte im Jahre 1794 als Zwaldorf. Aus diesem Jahre stammt auch das älteste Ortssiegel. Nachfolgend wurde das Dorf auch als Kutiny, Walldorf, Walldorf-Milovy und Valdorf bezeichnet. 1825 entstand westlich von Walldorf die Handelsstraße von Nové Město na Moravě nach Svratka. Neben der Forstarbeit lebten die Bewohner von der Leinenbleiche und der Flachsspinnerei. Bis 1848 verblieb der Ort der Herrschaft Ingrowitz untertänig. Besitzer waren die Grafen Belcredi.
Nach der Aufhebung der Patrimonialherrschaften bildete Valdorf ab 1850 einen Ortsteil der Gemeinde Krásná im politischen Bezirk Neustadtl. 1922 entstand die Gemeinde Valdorf. Im Jahre 1948 wurde das Dorf in Podlesí umbenannt, wobei die abseits in den Wäldern am Westhang des Buchtův kopec gelegene Häusergruppe den Namen Zálesí erhielt. Zu Beginn des Jahres 1949 wurde Podlesí dem Okres Polička und 1961 dem Okres Žďár nad Sázavou zugeordnet. 1962 erfolgte die Eingemeindung nach Sněžné. 1991 hatte der Ort 21 Einwohner. Im Jahre 2001 bestand das Dorf aus 26 Wohnhäusern, in denen 13 Menschen lebten.

## Ortsgliederung
Zu Podlesí gehört die um ein ehemaliges Forsthaus entstandene Ansiedlung Zálesí.

## Sehenswürdigkeiten
- Buchtův kopec mit Baude
- Chaluppen in Volksbauweise